# Diler Trindade
Diler Trindade (Rio de Janeiro, 1943) é um produtor brasileiro.

## Carreira
Antes de fundar a empresa Diler & Associados e se tornar um produtor de cinema, Diler atuou como publicitário. Seu primeiro projeto notório, foi uma associação com Xuxa Meneghel e Renato Aragão, com que realizou vários filmes de sucesso de público, atraindo mais de 20 milhões de espectadores. Em 2003, entrou numa seleta lista divulgada anualmente durante o Festival de Cannes pela revista Variety - "10 producers to watch" ("10 produtores a se prestar atenção" em tradução livre).
Em maio de 2013, informou que estava trabalhando em um roteiro de um possível Menino Maluquinho 3 em formato 3D, algo ainda não explorado pelos filmes brasileiros. Também sendo informado um projeto sobre o filme da Supermãe, todos sendo desenvolvido em parceria com Ziraldo.

## Filmografia
- Meus Dois Amores (2015), de Luiz Henrique Rios
- Bonitinha, mas Ordinária (2013), de Moacyr Góes
- Uma Professora Muito Maluquinha (2011), de César Rodrigues e André Pinto[6]
- Destino (2009), de Moacyr Góes
- O Guerreiro Didi e a Ninja Lili (2008), de Marcus Figueiredo
- Juízo (2007), de Maria Augusta Ramos
- A Turma da Mônica em uma Aventura no Tempo (2007), de Maurício de Souza
- Xuxa Gêmeas (2006), de Jorge Fernando
- O Cavaleiro Didi e a Princesa Lili (2006), de Marcus Figueiredo
- Didi, o Caçador de Tesouros (2006), de Marcus Figueiredo
- Fica Comigo Esta Noite (2006), de João Falcão
- Trair e Coçar É só Começar (2006), de Moacyr Góes
- Coisa de Mulher (2005), de Eliana Fonseca
- A Máquina (2005), de João Falcão
- Um Lobisomem na Amazônia (2005), de Ivan Cardoso
- Xuxinha e Guto contra os Monstros do Espaço (2005), de Clewerson Saremba
- Didi Quer Ser Criança (2004), de Reynaldo e Alexandre Boury
- Um Show de Verão (2004), de Moacyr Góes
- Irmãos de Fé (2004), de Moacyr Góes
- Xuxa e o Tesouro da Cidade Perdida (2004), de Moacyr Góes
- Dom (2003), de Moacyr Góes
- Maria - A mãe do Filho de Deus (2003), de Moacyr Góes
- Xuxa Abracadabra (2003), de Moacyr Góes
- Didi, o Cupido Trapalhão (2003), de Paulo Aragão e Alexandre Boury
- Zico (2002), de Elizeu Ewald
- Xuxa e os Duendes 2 - No Caminho das Fadas (2002), de Paulo Sérgio Almeida e Rogério Gomes
- Nelson Gonçalves (2001), de Elizeu Ewald
- Xuxa e os Duendes (2001), de Paulo Sérgio Almeida e Rogério Gomes
- Xuxa Popstar (2000), de Paulo Sérgio Almeida e Tizuka Yamasaki
- Xuxa Requebra (1999), de Tizuka Yamasaki
- Gaúcho Negro (1991), de Jessel Buss
- Inspetor Faustão e o Malandro (1991), de Mario Márcio Bandarra
- O Mistério de Robin Hood (1990), de José Alvarenga
- Lua de Cristal (1990), de Tizuka Yamasaki
- Sonho de Verão (1990), de Paulo Sérgio Almeida
- Super Xuxa contra Baixo Astral (1988), de Anna Penido e David Sonnenschein